# 南山街道 (镇江市)
南山街道是中华人民共和国江苏省鎮江市润州区下辖的一个街道办事处。
2016年4月29日，镇江市人民政府批复同意调出蒋乔街道的鹤林、檀山社区，官塘桥街道的五凤口、回龙社区，七里甸街道的黄鹤山社区，以5个社区的区域范围设立南山街道办事处，行政区域面积15.58平方公里，户籍人口1.37万人，办事处驻官塘桥路。

## 行政区划
南山街道下辖以下村级行政区划单位：
鹤林社区、五凤口社区、檀山社区、回龙社区和黄鹤山社区。